# Acacia sinaloensis
Acacia sinaloensis é uma espécie de leguminosa do gênero Acacia, pertencente à família Fabaceae.